# Droga wojewódzka nr 798
Droga wojewódzka nr 798 (DW798) – droga wojewódzka klasy Z o długości 635 metrów leżąca na obszarze województwa mazowieckiego. Łączy Karczew z droga wojewódzką nr 801 w Otwocku Małym. Przebieg drogi pokrywa się z granicą między miastem a gminą Karczew.
Droga na całej długości pozbawiona została kategorii drogi wojewódzkiej na mocy uchwały 116/20 Sejmiku Województwa Mazowieckiego z 8 września 2020 roku.